# كأس إسكتلندا 1976–77
كأس اسكتلندا 1976–77 (بالإنجليزية: 1976–77 Scottish Cup)‏ هو موسم من كأس اسكتلندا. فاز فيه نادي سلتيك.